# Basècles
Basècles is een dorp in de Belgische provincie Henegouwen en een deelgemeente van de Waalse stad Belœil.
De naam Basècles betekent trouwens Kerk (Basilica in het Latijn).
Basècles was een zelfstandige gemeente tot die bij de gemeentelijke herindeling van 1977 toegevoegd werd met de gemeente Belœil.

## Bezienswaardigheden
- De Sint-Martinuskerk (Église Saint-Martin) is een classicistisch kerkgebouw van 1779. De kerk bezit enkele gotische grafmonumenten (15e en 16e eeuw).
- Het Musée du Marbre et de la Pierre toont de geschiedenis van de steengroeven van Basècles.
- Het Château Daudergnies is een 19e-eeuws bouwwerk in eclectische stijl.

## Natuur en landschap
De voormalige steengroeven vormen tegenwoordig een natuurgebied. De hoogte aan de kerk bedraagt 53 meter.

## Economie
Basècles kende een aantal steengroeven waar marble noir, een zuivere harde kalksteensoort, werd gewonnen. Deze groeven werden later weer verlaten en vormen een natuurgebied.

## Demografische ontwikkeling
- Bron: NIS; Opm:1831 t/m 1970=volkstellingen; 1976=inwoneraantal op 31 december

## Galerij

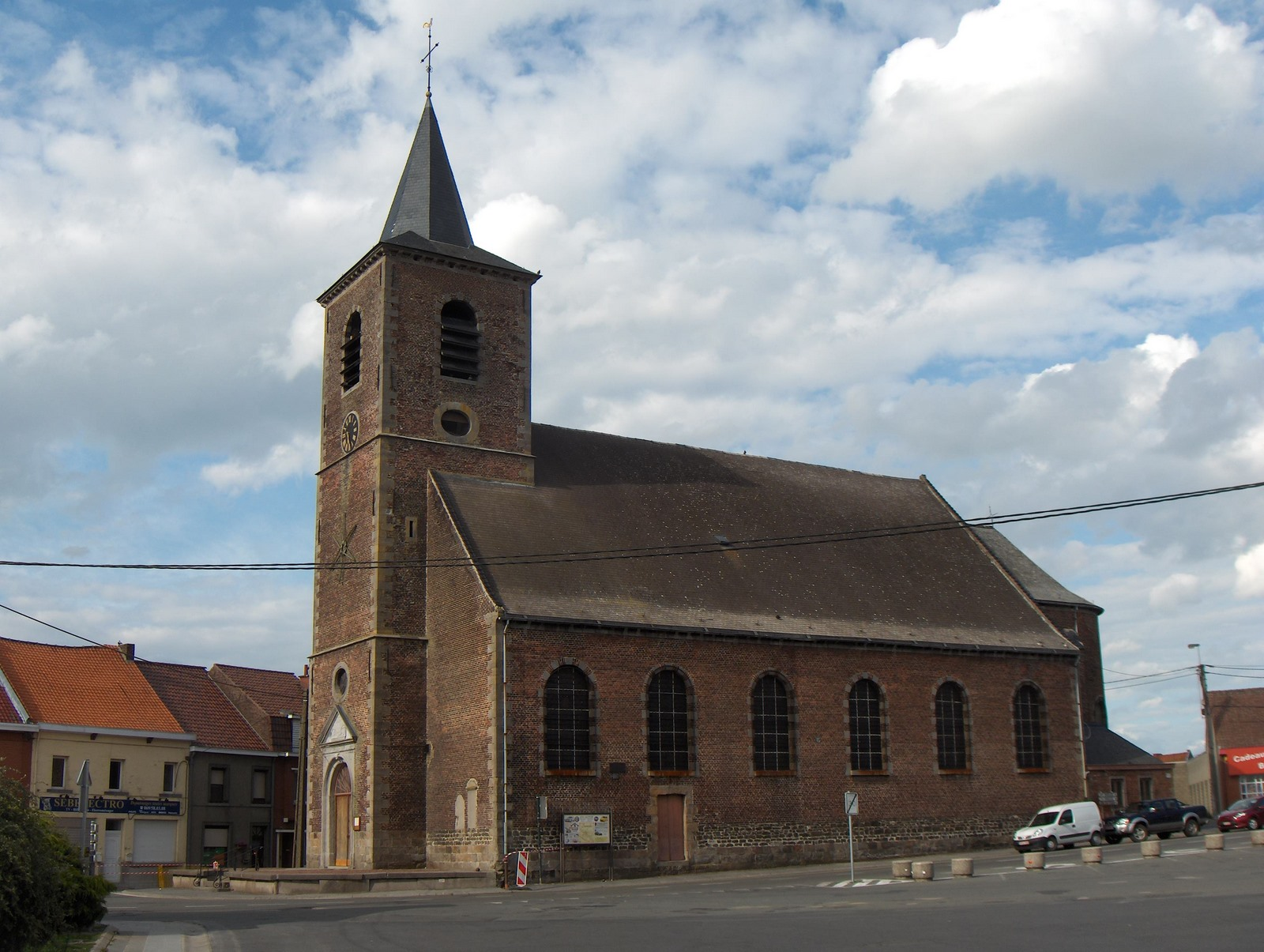
Sint-Martinuskerk in Basècles
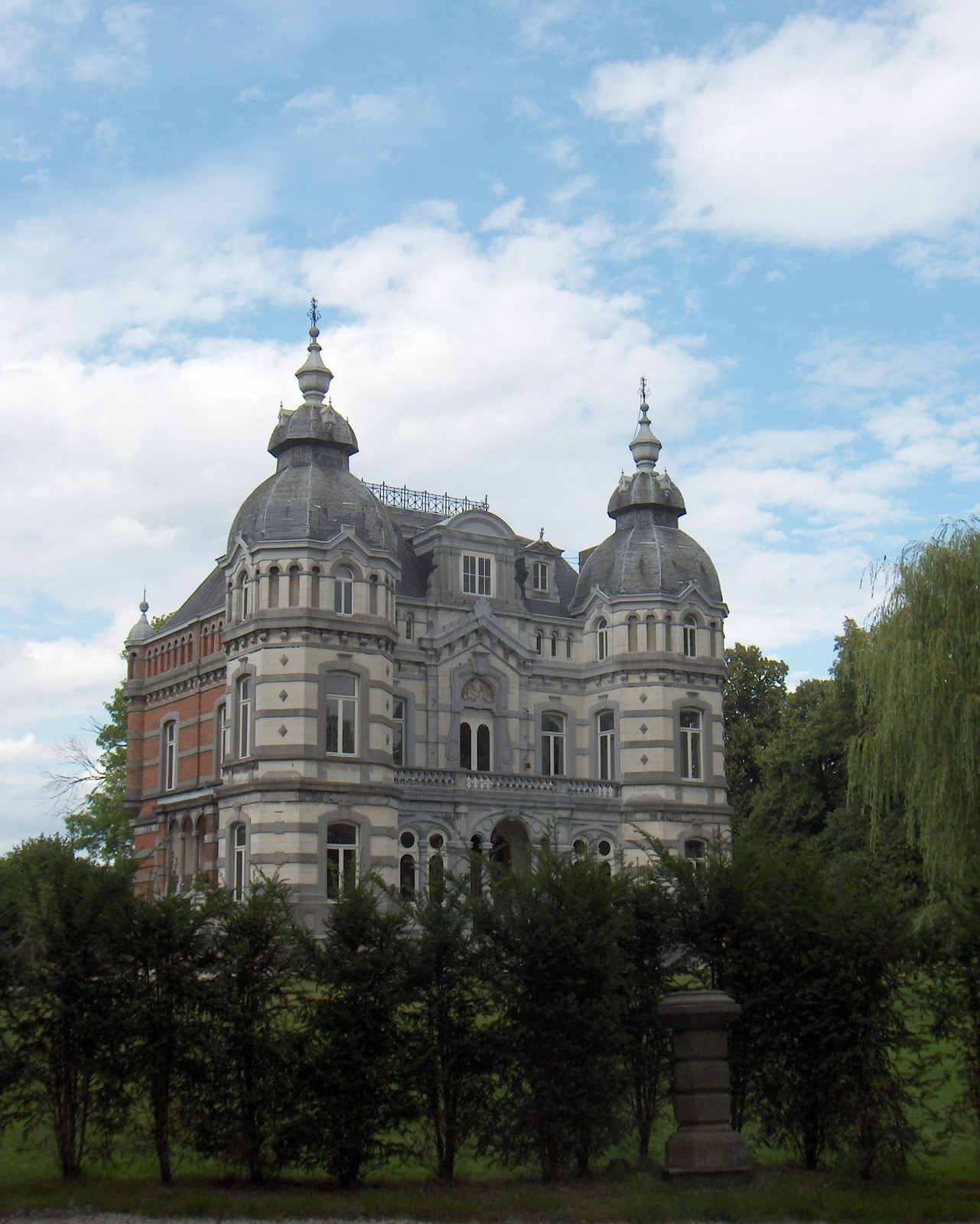
Kasteel van de familie Daudergnies (19e eeuw)
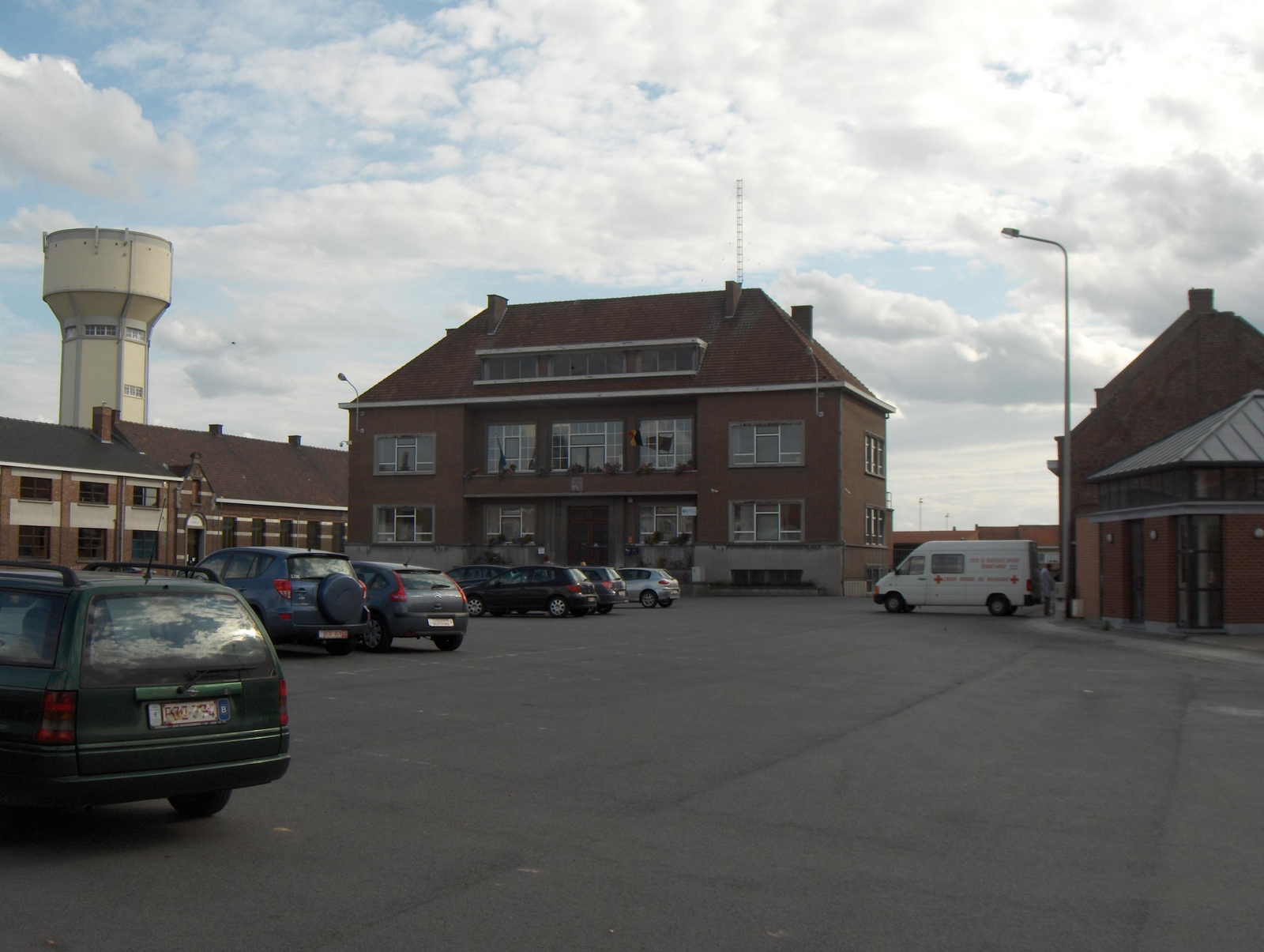
Voormalig gemeentehuis (vandaag OCMW van Beloeil)

## Nabijgelegen kernen
Wadelincourt, Thumaide, Péruwelz, Blaton, Quevaucamps